# Kane Basin
Kane Basin är en del av Nares sund, mellan Grönland och Ellesmereön. Havsområdet är namngivet efter den amerikanske upptäcktsresanden Elisha Kent Kane, som utforskade området 1853.